# Bratu-220
Avionul Romulus Bratu 220 este un trimotor românesc de transport de pasageri și marfă construit în Franța conform planurilor inginerului Romulus Bratu. Lungimea era de 14,47 metri, înălțimea de 6,55 metri, anvergura de 25 metri, suprafața aripii de 83 m², greutatea (gol) de 4,4 tone, masa maximă la decolaj de 9 tone, și putea transporta 10 pasageri și 3,5 tone marfă. Viteza maximă de zbor era de 200 km/h și autonomia de 800 km. Avea trei motoare "Gnome & Rhône" : unul la bot de model Jupiter de 480 cai-putere, și două de model Titan de 230 cai-putere, plasate deasupra aripei, în tandem în același cheson, unul "trăgând", celălalt "împingând". Echipajul era de trei persoane : pilot, copilot/navigator și stewart.

## Istoric
În 1927, inginerul Romulus Bratu a prezentat Serviciului Tehnic Aeronautic al Ministerului Aviației din Franța un proiect original de trimotor monoplan cu aripa cantilever plasată deasupra carlingăi și tren de aterisaj fix. Acest aeroplan se distingea prin dispunerea originală a celor trei motoare în aceiași axă, asfel că în eventualitatea unei pene de motor, nu apărea vre-o disimetrie de tracțiune. Carlinga era integral din lemn. Aripa trapezonidală, tot din lemn, era rigidificată prin sistemul de încrucișare al nervurilor.   
În 1928, o machetă la scara 1/25 este testată cu rezultate excelente la Laboratorul aerodinamic din Saint-Cyr, justificând construirea aeronavei în două exemplare (Bratu 220 -001 și -002) la uzina aeronautică de la Athis-Mons lângă aeroportul din Orly. Asamblajul a avut loc în hangarul CIDNA de la aeroportul din Bourget. Primul zbor de probă a avut loc la data de 26 noiembrie 1932, pilotul de încercare fiind un anume Klein. Un alt prototip, Bratu 221, cu un profil de aripă puțin diferit, a fost construit câteva luni mai târziu.
Aparatul Bratu 220-001 a fost prezentat în 1933 ministrului francez al transporturilor aeriene Pierre Cot, dar nu a fost comandat în mai multe exemplare de către Serviciul Tehnic Aeronautic al Ministerului Aviației din Franța deoarece distanța de aterisaj depășea cu 5 metri normele franceze de atunci. Acest exemplar a zburat spre România unde a fost prezentat la Băneasa și a efectuat câteva zboruri pentru SARTA (Societea Anonimă Română de Transporturi Aeriene) în anii următori, înainte de a fi declasat și demontat. Al doilea exemplar Bratu 220-002 suferi o ruptură a trenului de aterisaj în cursul probelor de rulaj. După reparații și încheierea probelor la sol, efectuă câteva zboruri de probă în Franța, dar, din cauza lungimii distanței de aterisaj, nu a obținut niciodată certificatul de capacitate și a fost demontat : motoarele au fost restituite societății "Gnome & Rhône" iar carlinga vândută inginerului Jean Sallis care a vândut-o ca lemn de sobă în 1936. Prototipul Bratu 221 nu a zburat niciodată și a rămas în curtea uzinei de la Athis-Mons unde mai exista în timpul celui de-al doilea război mondial pe post de coteț de orătănii pentru muncitorii uzinei.
Inginerul Romulus Bratu a rămas la Athis-Mons unde s-a asociat cu alt aeronautician, Nicolas Roland Payen (inventatorul aripii delta în 1935) întemeind aero-clubul Les goélands ("Pescărușii") care încă mai există.